# Shock (canción)
«Shock» es una canción de la rapera chilena-francesa Ana Tijoux incluida en su álbum La Bala. Fue lanzado el 2011 por el sello discográfico Nacional Records.
La música de Ana Tijoux se caracteriza por tratar temáticas sociales, como la identidad latinoamericana o la lucha por una educación gratuita y de calidad en Chile. Su forma de unirse a la pelea -aún vigente- fue la canción "Shock" de su disco La Bala de 2012.
La canción 'Shock' de Ana Tijoux es un himno de protesta que aborda temas de injusticia social, represión política y desigualdad. La letra es una crítica a los sistemas de poder y control que favorecen a una minoría a expensas de la mayoría.
El video musical de "Shock" fue lanzado en YouTube el 4 de octubre de 2011, tiene una duración total de 3:48.

## Posicionamiento en listas
| Año  | Listas              | Posiciones |
| ---- | ------------------- | ---------- |
| 2011 | Chile Singles Chart | 70         |